# Michael Leighton
Pour les articles homonymes, voir Leighton.

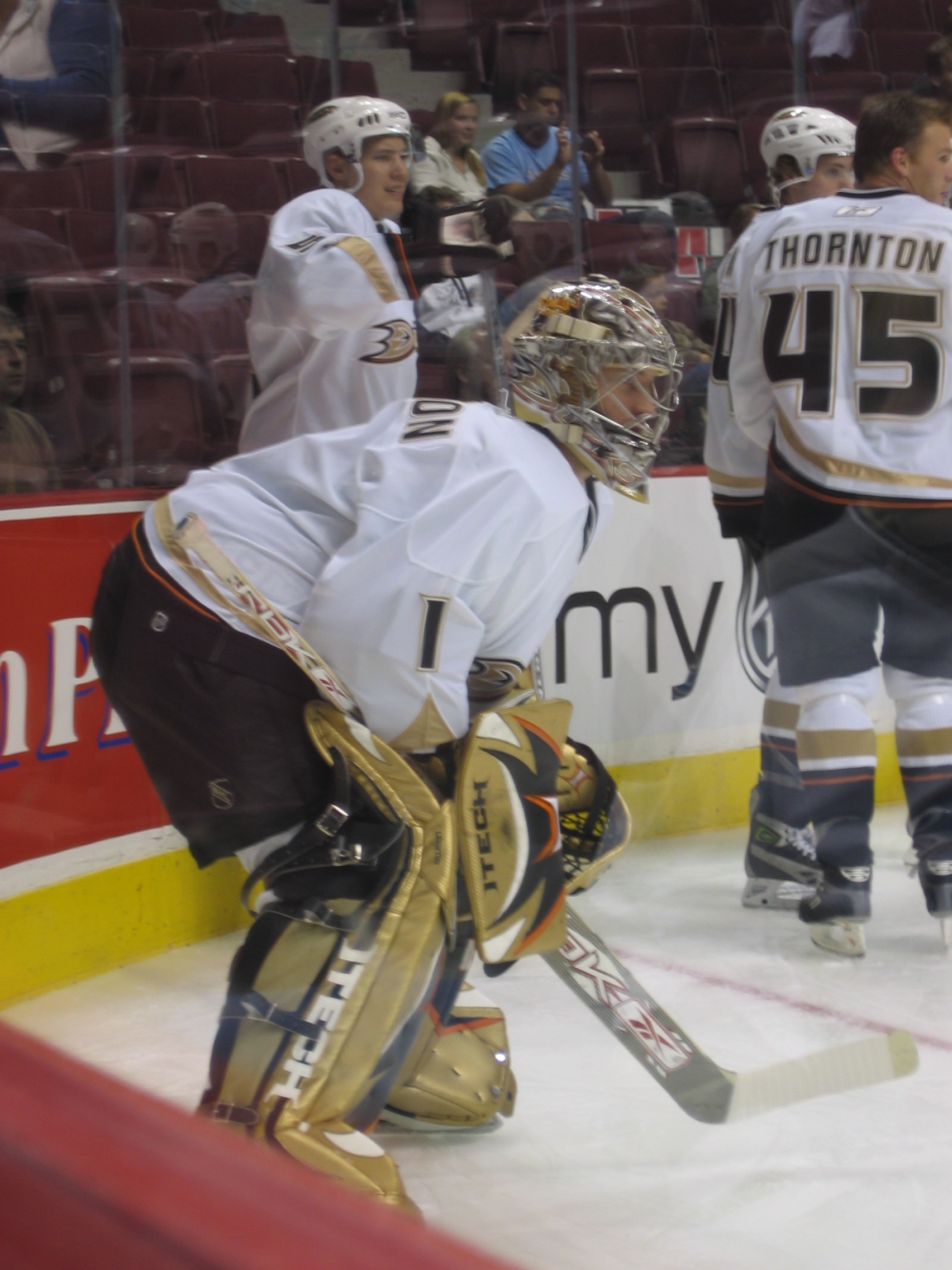
Michael Leighton sous les couleurs des Ducks d'Anaheim

Michael Leighton, né le 19 mai 1981 à Petrolia dans la province d'Ontario au Canada, est un joueur professionnel canadien de hockey sur glace évoluant au poste de gardien de but.

## Carrière en club
Le 27 février 2007, en raison de la blessure de Cristobal Huet, Michael Leighton est réclamé au ballottage des Flyers de Philadelphie par les Canadiens de Montréal.
Leighton a disputé son premier match dans la Ligue nationale de hockey (LNH) dans l'uniforme des Blackhawks de Chicago le 8 janvier 2003 face aux Coyotes de Phoenix et a remporté sa première victoire contre les Blues de Saint-Louis le 3 avril de la même année.
Le 7 octobre 2019 Leighton prend sa retraite du hockey.